# Жузбай, Бакдаулет Дуйсенулы
Бакдаулет Дуйсенулы Жузбай (каз. Бақдәулет Дүйсенұлы Жүзбай; 9 октября 1998, село Енбекши, Мактааральский район, Южно-Казахстанская область, Казахстан) — казахстанский футболист, нападающий.

## Клубная карьера
Воспитанник алматинского футбола. Футбольную карьеру начинал в 2017 году в составе клуба «Кайрат М» во второй лиге. 13 июня 2021 года в матче против клуба «Туран» дебютировал в казахстанской Премьер-лиге (0:0), выйдя на замену на 76-й минуте вместо Елжаса Алтынбекова. 10 июля 2021 года в матче против клуба «Астана» дебютировал в кубке Казахстана (0:0), выйдя на замену на 90-й минуте вместо Максата Байжанова.

## Клубная статистика
| Игровая карьера | Игровая карьера | Игровая карьера | Лига | Лига | Кубок | Кубок | Межд. | Межд. | Др. | Др. |
| --------------- | --------------- | --------------- | ---- | ---- | ----- | ----- | ----- | ----- | --- | --- |
| 2021            | Кайсар          | А               | 2    | 0    | —     | —     | —     | —     | —   | —   |
| 2021            | Байконур        | Б               | 13   | 4    | —     | —     | —     | —     | —   | —   |
| 2021            | Кайсар М        | В               | 1    | 1    | —     | —     | —     | —     | —   | —   |
| 2022            | Игилик          | Б               | 16   | 4    | 1     | 0     | —     | —     | —   | —   |
| 2023            | Иле-Саулет      | В               | —    | —    | —     | —     | —     | —     | —   | —   |